# 2000-es MTV Movie Awards
A 2000-es MTV Movie Awards díjátadó ünnepségét 2000. június 3-án tartották a kaliforniai Sony Pictures Studios-ban, a házigazda Sarah Jessica Parker volt. A műsort az MTV csatorna közvetítette.

## Díjazottak és jelöltek
A nyertesek a táblázat első sorában, félkövérrel vannak jelölve.
| Legjobb film | Leghumorosabb alakítás |
| --- | --- |
| - Mátrix - Amerikai szépség - Amerikai pite - KicsiKÉM – Austin Powers 2. - Hatodik érzék | - Adam Sandler – Apafej - Jason Biggs – Amerikai pite - Ice Cube – Péntek esti gáz - Mike Myers – KicsiKÉM – Austin Powers 2. - Parker Posey – Sikoly 3. |
| Legjobb színész | Legjobb színésznő |
| - Keanu Reeves – Mátrix - Jim Carrey – Ember a Holdon - Ryan Phillippe – Kegyetlen játékok - Adam Sandler – Apafej - Bruce Willis – Hatodik érzék                                                                                   | - Sarah Michelle Gellar – Kegyetlen játékok - Drew Barrymore – A bambanő - Neve Campbell – Sikoly 3. - Ashley Judd – Kettős kockázat - Julia Roberts – Oltári nő |
| Legjobb akciójelenet | Legjobb gonosz |
| - Star Wars I. rész – Baljós árnyak - Ideglelés - Mátrix - A múmia | - Mike Myers – KicsiKÉM – Austin Powers 2. - Matt Damon – A tehetséges Mr. Ripley - Sarah Michelle Gellar – Kegyetlen játékok - Ray Park – Star Wars I. rész – Baljós árnyak - Christopher Walken – Az Álmosvölgy legendája                                         |
| Legjobb csók | Legjobb harc |
| - Sarah Michelle Gellar és Selma Blair – Kegyetlen játékok - Drew Barrymore és Michael Vartan – A bambanő - Katie Holmes és Barry Watson – Bosszúból jeles - Hilary Swank és Chloë Sevigny – A fiúk nem sírnak                      | - Keanu Reeves vs. Laurence Fishburne – Mátrix - Mike Myers vs. Verne Troyer – KicsiKÉM – Austin Powers 2. - Liam Neeson és Ewan McGregor vs. Ray Park – Star Wars I. rész – Baljós árnyak - Edward Norton vs. önmaga – Harcosok klubja                             |
| Legjobb zenés pillanat | Legjobb duó |
| - "Uncle F**ka" – South Park – Nagyobb, hosszabb és vágatlan - "Can't Take My Eyes Off You" – 10 dolog amit utálok benned - "Just the Two of Us" – KicsiKÉM – Austin Powers 2. - "Tu Vuo' Fa L'Americano" – A tehetséges Mr. Ripley | - Mike Myers és Verne Troyer – KicsiKÉM – Austin Powers 2. - Tom Hanks és Tim Allen – Toy Story – Játékháború 2. - Keanu Reeves és Laurence Fishburne – Mátrix - Adam Sandler és Dylan és Cole Sprouse – Apafej - Bruce Willis és Haley Joel Osment – Hatodik érzék |
| Áttörő előadást nyújtó színész | Áttörő előadást nyújtó színésznő |
| - Haley Joel Osment – Hatodik érzék - Wes Bentley – Amerikai szépség - Jason Biggs - Amerikai pite - Michael Clarke Duncan - Halálsoron - Jamie Foxx - Minden héten háború                                                          | - Julia Stiles – 10 dolog amit utálok benned - Selma Blair – Kegyetlen játékok - Shannon Elizabeth – Amerikai pite - Carrie-Anne Moss – Mátrix - Hilary Swank - A fiúk nem sírnak                                                                                   |
| Legjobb új filmkészítő | |
| - Spike Jonze – A John Malkovich menet | |